# Józef Kobierkowicz
Józef Kobierkowicz, także Kobierkiewicz (tworzył w XVIII wieku)  – polski organista i kompozytor przełomu baroku i klasycyzmu.
Nazwisko jego pojawia się w dokumentach krakowskich od 1721; w latach 1731–1735 był świeckim organistą u paulinów na Jasnej Górze w Częstochowie .
Wśród 12 zachowanych jego kompozycji, 10 stanowią drobne pastorele na Boże Narodzenie, pozostałe to 2 motety (Ego Mater, Iustus ut palma) reprezentujące małą zespołową kantatę kościelną w jej 3-częściowym ukształtowaniu. Każdy z trzech ustępów jest tu częścią samodzielną, o odmiennym tempie, metrum i – w Ego Mater – tonacji. W częściach środkowych kompozytor wprowadza melodię solową (lub duet) o wybitnie lirycznym, ekspresywnym charakterze. Szczególnie znamienna jest druga część Ego Mater, gdzie głos solowy alternuje ze skrzypcami solo. Linia melodyczna jest współtworzona z melodią głosu wokalnego, a nie jest jej powtórzeniem ani antycypacją, co było praktyką ustaloną w XVII wieku i występuje jeszcze w pastorelach Kobierkowicza. Taki zabieg kompozytorski wskazuje na etap przekształcania się melodyki barokowej w klasycystyczną .
Pastorele (przeważnie na 2 głosy wokalne, 2 skrzypiec i basso continuo) są stylizacją muzyki ludowej, zwłaszcza w pastoreli Dormi mei redemptio zwracają uwagę rytmy oberkowe.